# كاي هولم
كاي هولم (بالدنماركية: Kai Holm)‏ هو ممثل دانمركي، ولد في 4 مارس 1896 في الدنمارك، وتوفي في 10 يوليو 1985 بالدنمارك.

## وصلات خارجية
- كاي هولم على موقع IMDb (الإنجليزية)
- كاي هولم على موقع ميوزك برينز (الإنجليزية)
- كاي هولم على موقع قاعدة بيانات الأفلام السويدية (السويدية)
- كاي هولم على موقع قاعدة بيانات الفيلم (الإنجليزية)
- كاي هولم على موقع كينوبويسك (الروسية)